# Wenn süß das Mondlicht auf den Hügeln schläft (Film)
Wenn süß das Mondlicht auf den Hügeln schläft ist ein deutscher Spielfilm von Wolfgang Liebeneiner aus dem Jahr 1969. Als Vorlage diente der gleichnamige Roman des britischen Autors Eric Malpass. Er setzt die erste Romanverfilmung Morgens um sieben ist die Welt noch in Ordnung von Kurt Hoffmann über das Leben der Familie Pentecost fort. Fünf weitere Werke aus derselben Romanreihe blieben unverfilmt.

## Handlung
Die Vorfreude der Familie Pentecost auf die bevorstehenden Sommerferien wird getrübt, als sie die Nachricht erhält, May Pentecosts Bruder liege in Bombay im Krankenhaus. Zusammen mit Ehemann und Schriftsteller Jocelyn beschließt May, die drei minderjährigen Kinder David, Jenny und Emma ihres Bruders vorübergehend bei sich aufzunehmen. Schon kurze Zeit nach der Ankunft im Landhaus sorgen die Neuankömmlinge für Unruhe. Während die 14-jährige Jenny und ihr Onkel miteinander flirten, gibt das distanzierte Verhalten von David Rätsel auf. Außerdem wird Pentecosts temperamentvoller Sohn Gaylord ständig von der jüngeren kratzbürstigen Emma genervt.
Bert Foggerty, der Gaylord seinerzeit mit einem Messer angegriffen und schwer verletzt hatte, wurde zwischenzeitlich aus dem Gefängnis entlassen. Obwohl er vorgibt, sich gebessert zu haben, bleiben die Pentecosts misstrauisch. Sie verbieten ihrem Sohn den Umgang mit Bert und seinem zurückgebliebenen Bruder Willy. Eines Nachts brennt ein kleiner Heustadl der Pentecosts an der Zufahrtsstraße zum Grundstück, wird aber von der Feuerwehr gelöscht. Kurz darauf kehrt David, der angibt, den Brand entdeckt zu haben, mit versengter Kleidung von seinem spätabendlichen Spaziergang zurück. Derweil werden Dynamitstangen aus einem nahegelegenen Steinbruch entwendet. Willy findet zufällig einen Teil des Diebesguts und übergibt die „Zauberstangen“ nichtsahnend Gaylord, der das Kontaktverbot seiner Eltern missachtet. Als David davon erfährt, nimmt er den Sprengstoff an sich.
Während Peter und seine schwangere Frau Becky zu Besuch kommen, um Gaylords neugeborene Schwester Amanda zu versorgen und dem daheim gebliebenen Großvater Gesellschaft zu leisten, bricht der Rest der Familie zum Badeurlaub auf. Dieser findet nach einem Telefonanruf ein jähes Ende. In Sorge um das Wohl ihrer kleinen Tochter fährt May mit David nach Hause. Da Emma zunächst nicht auffindbar ist, bleiben Jocelyn, Jenny und Gaylord wartend zurück. Jocelyn beschließt schließlich in einem Hotel zu übernachten, um am nächsten Morgen mit dem Zug nachzukommen. Nachdem Gaylord und Emma zu Bett gegangen sind, lehnt Jocelyn zwar zunächst das Ansinnen von Jenny nach einem gemeinsamen Abend im Strandkorb ab, bietet seinerseits aber an, noch ein Glas Wein zusammen zu trinken. Im Anschluss entwickelt sich aus dem kurzen Gute-Nacht-Sagen im Hotelflur ein intensiver Kuss, der durch das plötzliche Auftauchen von Emma beendet wird.
In der folgenden Nacht bricht in unmittelbarer Umgebung des Landhauses erneut ein Feuer aus. David wird zum wiederholten Mal bei der Rückkehr von einem seiner Ausflüge ertappt und daraufhin von May zur Rede gestellt. Später behauptet er vor der wieder vollständig versammelten Verwandtschaft, Gaylord die Dynamitstangen aus Sicherheitsgründen weggenommen zu haben. Zur selben Zeit wird die Familie vor eine weitere Belastungsprobe gestellt: Eine von Emmas zahlreichen Indiskretionen sowie Jennys Konfrontation mit May hinsichtlich ihrer Liebe zu Jocelyn gefährden den Ehefrieden. May holt den unglücklichen Teenager auf den Boden der Tatsachen zurück und befragt ihren geständigen Ehemann zu der Kussszene im Hotel. Zur Versöhnung mit ihrem Mann soll ein gemeinsamer Tagesausflug in die Stadt beitragen.
Der polizeilich gesuchte Willy wird seit einiger Zeit vermisst. David bekommt heraus, dass Gaylord ihn aus Mitleid versteckt hält. Unter Druck gesetzt, berichtet Willy von einem geplanten Racheanschlag auf Jocelyn und May, den Bert mithilfe des verbliebenen Dynamits an einer Brücke verüben will. David gelingt es, rechtzeitig am Tatort zu erscheinen und Bert in einen Kampf zu verwickeln. Als die benachrichtigte Polizei eintrifft, ergreift dieser die Flucht. Das Fahrzeug der Pentecosts überquert die Brücke, ohne Schaden zu nehmen. Als Retter gefeiert, reist David mit seinen beiden Schwestern am nächsten Tag ab.

## Hintergrund

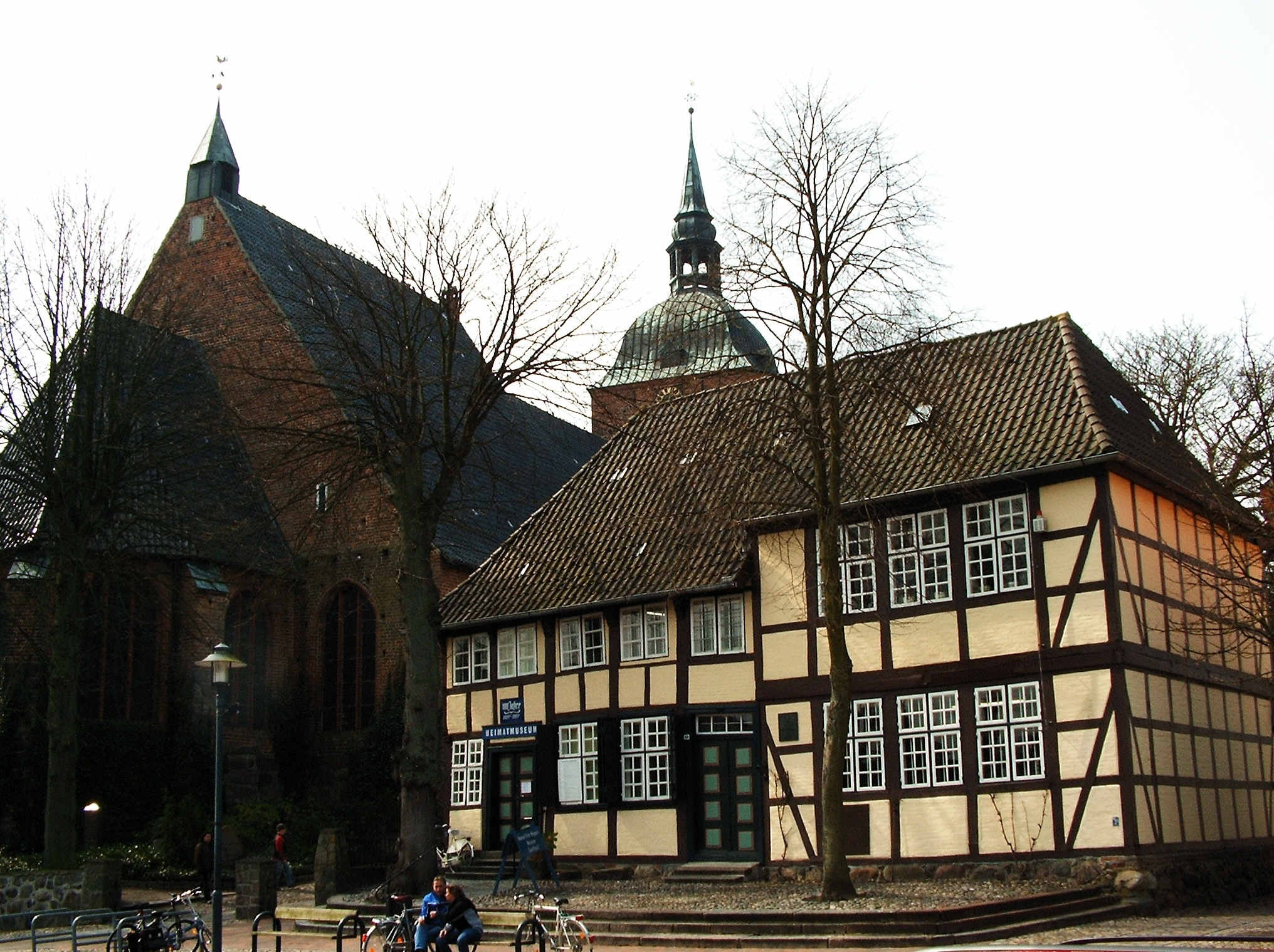
Das Heimatmuseum an der St.-Nikolai-Kirche in Burg auf Fehmarn diente im Film als Postamt.

Die Dreharbeiten dauerten vom 24. Juni bis 1. August 1969. Die Außenaufnahmen entstanden unter anderem auf dem Gräfrather Marktplatz in Solingen sowie in Burg auf Fehmarn und Umgebung. Die unter Denkmalschutz stehende Bausmühle aus dem frühen 18. Jahrhundert im Nordwesten Solingens diente als Außenkulisse für das Wohnhaus der Familie Pentecost. Schauplatz für die An- und Abfahrt der Kinder in einem Schienenbus war der 1983 stillgelegte Bahnhof in Tente. Zudem stand der Name des Wermelskirchener Ortsteils auf dem Nummernschild des Wagens der Familie. Die Innenaufnahmen wurden in den CCC-Studios in Berlin-Spandau gedreht.
Einige Schauspieler aus dem Vorgängerfilm Morgens um sieben ist die Welt noch in Ordnung wurden ersetzt oder aus dem Drehbuch gestrichen. Anstelle von Gerlinde Locker und Peter Arens agierten Luitgard Im und Werner Bruhns als Eltern von Gaylord Pentecost. Auch die Crew-Mitglieder wurden teilweise ausgetauscht. Während der Produzent und die beiden Drehbuchautoren gleich blieben, wechselten der Regisseur und Kameramann. Irina von Bentheim feierte im Alter von sieben Jahren ihr Kinodebüt als Kinderdarstellerin.
Wie in der ersten Verfilmung komponierte und produzierte James Last die Filmmusik. Die Kostüme entwarf Ingrid Zoré, die Filmbauten Werner Schlichting.
Als Produktionsfirma zeichnete Independent Film verantwortlich. Der Film kam im Verleih der Constantin Film in die Kinos und wurde am 2. Oktober 1969 im Kölner Ufa-Palast uraufgeführt.

## Kritiken
„Eine betont familienfreundliche, entspannende Unterhaltung mit dem Blick auf erheiternde Situationskomik, aber ohne Anspruch auf Tiefgang.“

„In Regie und Schauspielführung sowie auch inhaltlich gelungener als sein Vorgänger, schildert der harmlose Film Problemchen, die sich aus einem Ferienbesuch ergeben, ohne daß die Familienidylle penetrant wirkt. Gute Unterhaltung für alle Altersstufen.“

## Veröffentlichungen
- DVD: Morgens um sieben ist die Welt noch in Ordnung / Wenn süß das Mondlicht auf den Hügeln schläft, STUDIOCANAL, Juni 2009, ca. 176 Minuten, Bildformat 1.66:1 (16:9), Tonformat Deutsch (Dolby Digital 1.0)
- LP: James Last: Wenn süß das Mondlicht auf den Hügeln schläft, Polydor, 1969